# Чонградска жупанија (бивша)
Чонградска жупанија (лат. Comitatus Chongradiensis, мађ. Csongrád vármegye) је била жупанија, односно управна јединица средњовековне Краљевине Угарске (11-16. век), а потом и хабзбуршке Краљевине Угарске од краја 17. до почетка 20. века. Управно седиште жупаније био је град Чонград, а потом Сегедин и најзад Сентеш, (данас у саставу Мађарске).
Некадашњи простор ове жупаније данас је подељен између Мађарске (највећи део) и Србије (сасвим мали део око Хоргоша).
Површина жупаније била је 3.569 , а у време задњег пописа пре њеног расформирања (1910. године) Чонградска жупанија је имала 325.568 становника (густина 91,2 ст./km2).

## Порекло назива
Чонградска жупанија носила је назив везан за "помађарену“ реч јужнословенског порекла Црни град или црна тврђава. Она је првобитно означавала град Чонград, који се и данас налази у овој области.

## Природне одлике
Чонградска жупанија се налазила у средишњем делу Хабзбуршке Угарске.
Простор жупаније припадао је области у средишњем делу Панонске низије. Природне границе жупанија је имала само на југоистоку, где су то биле реке Тиса и Мориш.
Већи део подручја некадашње жупаније био је плодно, равничарско тле јужне Паноније, само су на западу била пешчарна подручја (Телечка пешчара). Водотоци су били равничарски (Тиса, Мориш), спори и често са мочварним окружењем.

## Историја
Простор Бачке и Потисја ушао је у историјске белешке у античко доба. У раном средњем веку, овим подручјем су владали Хуни, Гепиди, Авари, Бугари и Моравски Словени. Средином средњег века ово је био погранични простор између Угарске и Византије. Угарска је овде у 11. веку образовала жупанију под данашњим називом. Потом је око век и по овај простор био у оквиру Отоманског царства. Османлије су укинуле дотадашњу жупанију и успоставиле Сегедински санџак и Темишварски пашалук на овом простору.
Хабзбуршко царство преотело је простор Чонградске жупаније од Османлија крајем 17. века. Одмах је успостављена некадашња Чонградска жупанија и прикључена Хабзбуршкој Краљевини Угарској. Део овог простора укључен је у састав Војне границе. Простор жупаније првобитно је био слабо насељен, са заједницама Срба и Мађара, а постепено је насељен новим, претежно мађарским живљем, док су остале заједнице потиснуте асимилацијом. Укидањем једног дела војне границе, средином 18. века, то подручје се такође прикључује Чонградској жупанији.
На крају Првог светског рата, 1918. године, српска војска посела је крајње јужни део некадашње жупаније и то Хоргош са околином, који затим улази у састав Баната, Бачке и Барање, покрајине у саставу Краљевине Србије и Краљевине Срба, Хрвата и Словенаца. Тријанонским споразумом из 1920. године потврђена је линија раздвајања као нова граница.
У међуратном раздобљу у оквиру Мађарске поново је успостављена жупанија Чонград, с тим што су њој прикључени остаци суседних жупанија, чија су некадашња подручја већином укључена у састав околних држава (Торонталска, Арадска, Чанадска).

## Становништво
По последњем аустроугарском попису из 1910. године на подручју жупаније живело је 325.568 становника.
Становништво према матерњем језику (Попис 1910):
- Мађарски = 319.274 (98,07%),
- Немачки = 2.862 (0,87%),
- Српски = 1.235 (038%).

Етнички размештај: Мађари су били присутни у огромној већини у свим деловима жупаније. Малобројни немачки и српски житељи ове жупаније били су везани махом за Сегедин и непосредно окружење.

## Управна подела
Почетком 20. века, управна подела Чонградске жупаније била је следећа:
| Котари                     | Котари        |
| Котар                      | Седиште       |
| -------------------------- | ------------- |
| Извантиски срез            | Кишкундорожма |
| Потиски срез               | Миндсент      |
| Чонградски срез            | Чонград       |
| Слободни краљевски градови |               |
| Сегедин                    |               |
| Вашархељ                   |               |
| Градови — срезови          |               |
| Сентеш                     |               |